# Vilma Picapiedra
Vilma Picapiedra, Vilma Traca de Picapiedra, Wilma Picapiedra, Vilma Rocaplata o Vilma Rocachispa en algunos doblajes de España, (en inglés "Wilma Pebbles Slaghoople Flintstone") es un personaje de animación de la serie Los Picapiedra, emitida en Estados Unidos durante los años sesenta (1960 a 1966). Es una mujer pelirroja, esposa del personaje principal, Pedro Picapiedra y madre de Pebbles Picapiedra. Pasa todo el día preparando la comida, ordenando el hogar y hablando con su amiga y vecina Betty; esposa del amigo y compañero de Pedro Picapiedra, Pablo Mármol.
Durante los años sesenta era la esposa del personaje principal de la serie en la que constaba en las diversas historias en una vida común, vista como en la Edad de Piedra. Concepto similar se repitió en Los Supersónicos, con la diferencia de que esta última serie tenía una ambientación futurista.
Proviene de una de las familias más ricas de Piedradura, los Rocaplata, condición que perdió al separarse de su familia para casarse con Pedro Picapiedra. Durante el desarrollo de la serie ha demostrado que es feliz con su modesta vida en comparación a la anterior.

## Apariencia y personalidad
Viste un vestido blanco sin mangas, siempre bien peinada con el cabello recogido y una cola anudada al final. Es pelirroja y lleva siempre un collar de perlas que hace juego con sus aretes.
La personalidad de Vilma se basó en el personaje de Alice Kramden, esposa de Ralph Kramden en la serie de televisión The Honeymooners. De este modo, al igual que Alice, Vilma se mostraba con una firme voluntad, como cabeza en su matrimonio, a menudo critica a Pedro por llevar a cabo sus diversos y extraños planes. Vilma también suele ser quien saca de apuros a Pedro cuando uno de los planes que hizo resultó en problemas.

## Vida familiar
Vilma Picapiedra está casada con Pedro Picapiedra, con la cual tiene una hija: Pebbles. Su adorable mascota es Dino, un dinosaurio. Vilma trabaja como ama de casa. Sus principales aficiones son ir de compras y mantener largas conversaciones con su amiga Betty. Su frase más repetida es "¡Pedro Picapiedra!" (la cual pronuncia al estar molesta con él), y "¡A crédito!" (frase que emplea al ir de compras con su amiga Betty). Vilma y Pedro Picapiedra se conocen desde su infancia, según Vilma en el capítulo 24 de la Temporada 2: ella y Pedro asistían de bebés a un mismo parque de juegos infantiles, ubicado a la par de un Autocinema. Más tarde, en ese mismo lugar asistían de jóvenes a ver películas, durante una de las cuales Pedro, con ayuda de la misma Vilma, le propuso matrimonio y quedan comprometidos.

## Vilma reportera
En las series "Travesuras de los Picapiedra", y en "The Flintstone Comedy Show", Vilma y Betty aparecen en un segmento en que son reporteras que continuamente se meten en problemas y las termina ayudando siempre el "Capitán Cavernícola", que trabaja de incógnito como el ayudante Chester.

## Otras apariciones
- Vilma aparece en un retrato de una casa en la película ¡Scooby! de 2020.